# Gordon Cooper

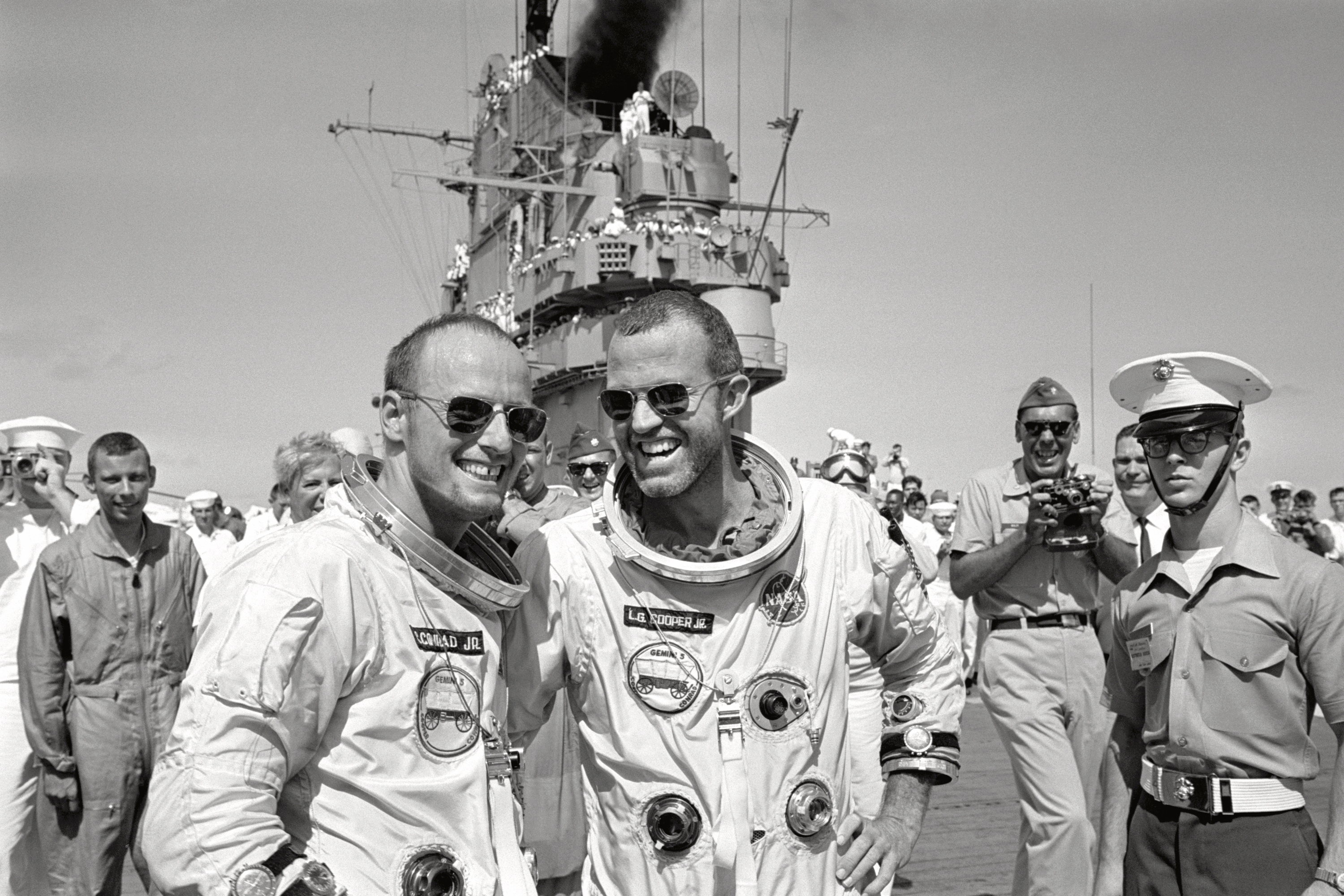
Charles Conrad i Gordon Cooper po zakończonej misji Gemini 5

 Leroy Gordon „Gordo” Cooper, Jr. (ur. 6 marca 1927 w Shawnee, zm. 4 października 2004 w Ventura) – pułkownik-pilot United States Air Force, inżynier i astronauta. Odbył loty kosmiczne w ramach programów Mercury i Gemini.

## Życiorys
Szkolne lata Leroya to Shawnee w Oklahomie i Murray w Kentucky. Właśnie w tym czasie stawiał pierwsze kroki powietrzne na przestarzałym samolocie Chance Vought UO-1. Po ukończeniu w 1945 gimnazjum zaciągnął się do Korpusu Marines, z którym koniec II wojny światowej spędził na jednej z wysp Pacyfiku. Po zakończeniu wojny w 1946 przeniósł się na Hawaje, gdzie zamieszkał razem z rodzicami. Tam też rozpoczął studia na University of Hawai'i w Honolulu, które kontynuował do 1949. Na Hawajach poznał Trudy (swoją pierwszą żonę). Pobrali się w 1947 i rozpoczęli wspólne podniebne wędrówki (Trudy Cooper była jedyną żoną astronauty posiadającą licencję pilota). Jeszcze przed ukończeniem uczelni hawajskiej Leroy został ponownie powołany do wojska. Z powodzeniem przeszedł przez kurs pilotażu, zdobywając skrzydełka pilota wojskowego i w stopniu podporucznika został wysłany do 525 dywizjonu bombowego, stacjonującego w Neubiberg pod Monachium. Podczas 4-letniego pobytu w Niemczech nie zaniedbał nauki i systematycznie uczęszczał na specjalne wieczorowe wykłady w europejskiej filii Uniwersytetu Marylandzkiego.
W latach 1954–1956 uczęszczał do Instytutu Technologii Sił Powietrznych (Air Force Institute of Technology) w Wojskowej Bazie Lotniczej Wright-Patterson niedaleko Dayton w Ohio. Instytut ukończył z tytułem inżyniera aeronautyki. Kilka następnych lat spędził w Wojskowej Bazie Lotniczej w Edwards w Kalifornii, gdzie pracował w charakterze pilota doświadczalnego.

### Astronauta
Cooper był jednym ze 110 pilotów doświadczalnych, którzy uczestniczyli w naborze pierwszej grupy amerykańskich astronautów przewidzianych do lotów w ramach programu Mercury.
2 kwietnia 1959 wraz z sześcioma innymi astronautami oficjalnie został członkiem zespołu zwanego „Mercury Seven” lub „Original Seven”.
Podczas pierwszych dwóch załogowych lotów programu Mercury, tj. Mercury 6 i Mercury 7 Cooper (jako CapCom) utrzymywał kontakt radiowy z astronautami przebywającymi na orbicie. W czasie lotu Mercury 8 – 27 czerwca 1962 – był dublerem Wally'ego Schirry.
Lot Coopera był ostatnim w programie Mercury. Cooper jako jeden z siódemki astronautów, którzy nadal czekali na swoją szansę (D. Slayton wcześniej został wykluczony przez lekarzy z uwagi na arytmię serca) 13 listopada został zatwierdzony jako pilot kapsuły nazwanej „Faith 7”. 15 maja 1963 na pokładzie statku Mercury 9 wystartował do swojego pierwszego lotu w kosmos. Okrążył Ziemię 22 razy i spędził w przestrzeni kosmicznej więcej czasu niż pozostali amerykańscy astronauci razem wzięci. Był też pierwszym amerykańskim astronautą, który spał na orbicie. Celem lotu było sprawdzenie wpływu stanu nieważkości na długotrwały pobyt człowieka w kosmosie (jak na tamte czasy). Podczas operacji wodowania astronauta był zmuszony do ręcznego odpalenia silników hamujących kapsuły, ponieważ większość systemów pokładowych statku uległa awarii. Lot Mercury 9 trwał 1 dzień 10 godzin 19 minut i 49 sekund.
Po tej misji odwołano kolejny długotrwały lot Programu Mercury, w którym uczestniczyć miał Alan Shepard. Cooper przewidziany był jako jego dubler. W tym czasie uwaga NASA koncentrowała się już na Programie Gemini.
21 sierpnia 1965 Cooper jako dowódca misji Gemini 5 wystartował w kosmos w dwuosobowej kapsule razem z Charlesem Conradem. Podczas rekordowego w tamtym czasie lotu, który trwał 7 dni 22 godziny 55 minut i 14 sekund, astronauci testowali operacje manewrów na orbicie. Cooper był również pierwszym astronautą, który po raz drugi znalazł się na orbicie. Po pomyślnym wodowaniu 29 sierpnia 1965 został rekordzistą jeśli chodzi o czas spędzony w kosmosie. Podczas dwóch lotów w sumie spędził poza Ziemią 9 dni 9 godzin 15 minut i 3 sekundy.
W listopadzie 1966 podczas lotu załogowego Gemini 12, ostatniego w programie, był dublerem dowódcy misji.
Cooper uczestniczył również w programie Apollo. W maju 1969 był dublerem dowódcy misji Apollo 10, lotu będącego próbą generalną przed lądowaniem człowieka na Księżycu. Astronauta miał olbrzymią szanse zostać piątym człowiekiem, który postawił stopę na Srebrnym Globie. Na drodze stanął mu jednak Alan Shepard, który po dłuższej przerwie spowodowanej problemami ze zdrowiem, powrócił do zajęć astronauty i został wyznaczony przez NASA na dowódcę misji Apollo 13. Shepard wraz z dowodzoną przez siebie załogą został później przesunięty do misji Apollo 14, ponieważ potrzebował więcej czasu na przygotowanie się do lotu.

### Dalsze losy
31 lipca 1970 Gordon Cooper odszedł z NASA, zniechęcony m.in. konfliktem wokół misji Apollo 13. Zajął się biznesem i doradztwem technicznym dla różnych firm.
Pod koniec życia zapadł na chorobę Parkinsona. Zmarł 4 października 2004 w swoim domu w miejscowości Ventura w Kalifornii. 29 kwietnia 2007 jego prochy – wraz z prochami 206 innych osób – zostały umieszczone w rakiecie SpaceLoft XL, która odbyła suborbitalny „lot ku pamięci”. 3 sierpnia 2009 część prochów astronauty ponownie wystrzelono w przestrzeń kosmiczną, tym razem w rakiecie Falcon 1, która jednak nie osiągnęła celu, ulegając awarii dwie minuty po starcie. Prochy Gordona dotarły w końcu na orbitę okołoziemską dzięki Falconowi 9 wystrzelonemu 22 maja 2012.
Stowarzyszenie Uczestników Lotów Kosmicznych (Association of Space Explorers) przyznało mu pośmiertnie Universal Astronaut Insignia za lot orbitalny (nr 8).